# PRO Sliedrecht
PRO Sliedrecht is een lokale politieke partij met vier zetels in de gemeenteraad van de Nederlandse gemeente Sliedrecht. PRO Sliedrecht heeft onder de naam Progressief Sliedrecht in 1974 voor het eerst zitting genomen in de gemeenteraad van Sliedrecht. In 2014 trad de partij voor het eerst toe tot het college van B&W. Dit werd in 2018 voortgezet. In 2020 werd op 15 februari het vertrouwen opgezegd in de fractieleden waarna ook Hanny Visser moest vertrekken. 
Fractievoorzitter is nu Mark Verheul.